# Tatsuki Nara
Tatsuki Nara (奈良 竜樹 Nara Tatsuki?), född 19 september 1993 i Hokkaido prefektur, är en japansk fotbollsspelare.
Nara började sin karriär 2011 i Consadole Sapporo. Han spelade 103 ligamatcher för klubben. 2015 flyttade han till FC Tokyo. Efter FC Tokyo spelade han för Kawasaki Frontale. Med Kawasaki Frontale vann han japanska ligan 2017 och 2018. 2020 flyttade han till Kashima Antlers.